# Liste der Biografien/Wine
Liste der Biografien |
Portal Biografien |
Personensuche
# |
A |
B |
C |
D |
E |
F |
G |
H |
I |
J |
K |
L |
M |
N |
O |
P |
Q |
R |
S |
T |
U |
V |
W |
X |
Y |
Z |
?
 
Wa |
Wc |
Wd |
We |
Wh |
Wi |
Wj |
Wl |
Wn |
Wo |
Wr |
Ws |
Wt |
Wu |
Ww |
Wy |
Wz
 
Wia |
Wib |
Wic |
Wid |
Wie |
Wif |
Wig |
Wih |
Wii |
Wij |
Wik |
Wil |
Wim |
Win |
Wio |
Wip |
Wir |
Wis |
Wit |
Wiv |
Wiw |
Wix |
Wiz
 
Wina |
Winb |
Winc |
Wind |
Wine |
Winf |
Wing |
Winh |
Wini |
Wink |
Winl |
Winm |
Winn |
Wino |
Winq |
Winr |
Wins |
Wint |
Winw |
Winz
Die Liste der Biografien führt alle Personen auf, die in der deutschsprachigen Wikipedia einen Artikel haben. Dieses ist eine Teilliste mit 23 Einträgen von Personen, deren Namen mit den Buchstaben „Wine“ beginnt.

## Wine
- Wine, Bischof von Worcester
- Wine, Bobi (* 1982), ugandischer Politiker, Musiker, Schauspieler und Philanthrop
- Wine, Maria (1912–2003), schwedische Schriftstellerin und Dichterin
- Wine, Scott (* 1967), US-amerikanischer Manager und Vorstandsvorsitzender von CNH Industrial

### Wineb
- Wineberg, Mary (* 1980), US-amerikanische Sprinterin und Staffel-Olympiasiegerin (400 m)
- Wineberger, Paul (1758–1821), deutscher Cellist, Organist, Musikpädagoge und Komponist
- Wineburg, Sam (* 1958), US-amerikanischer Psychologe und Geschichtsdidaktiker

### Winec
- Winech, Khan von Bulgarien
- Winecker, Friedrich († 1667), deutscher lutherischer Theologe, Hochschullehrer und Autor, Pastor und Hofprediger

### Wineg
- Winegard, William (1924–2019), kanadischer Politiker und Hochschullehrer, Unterhausmitglied, Bundesminister
- Winegardner, Mark (* 1961), US-amerikanischer Schriftsteller, Universitätsprofessor

### Wineh
- Winehouse, Amy (1983–2011), britische SängerinAmy Winehouse (1983–2011)

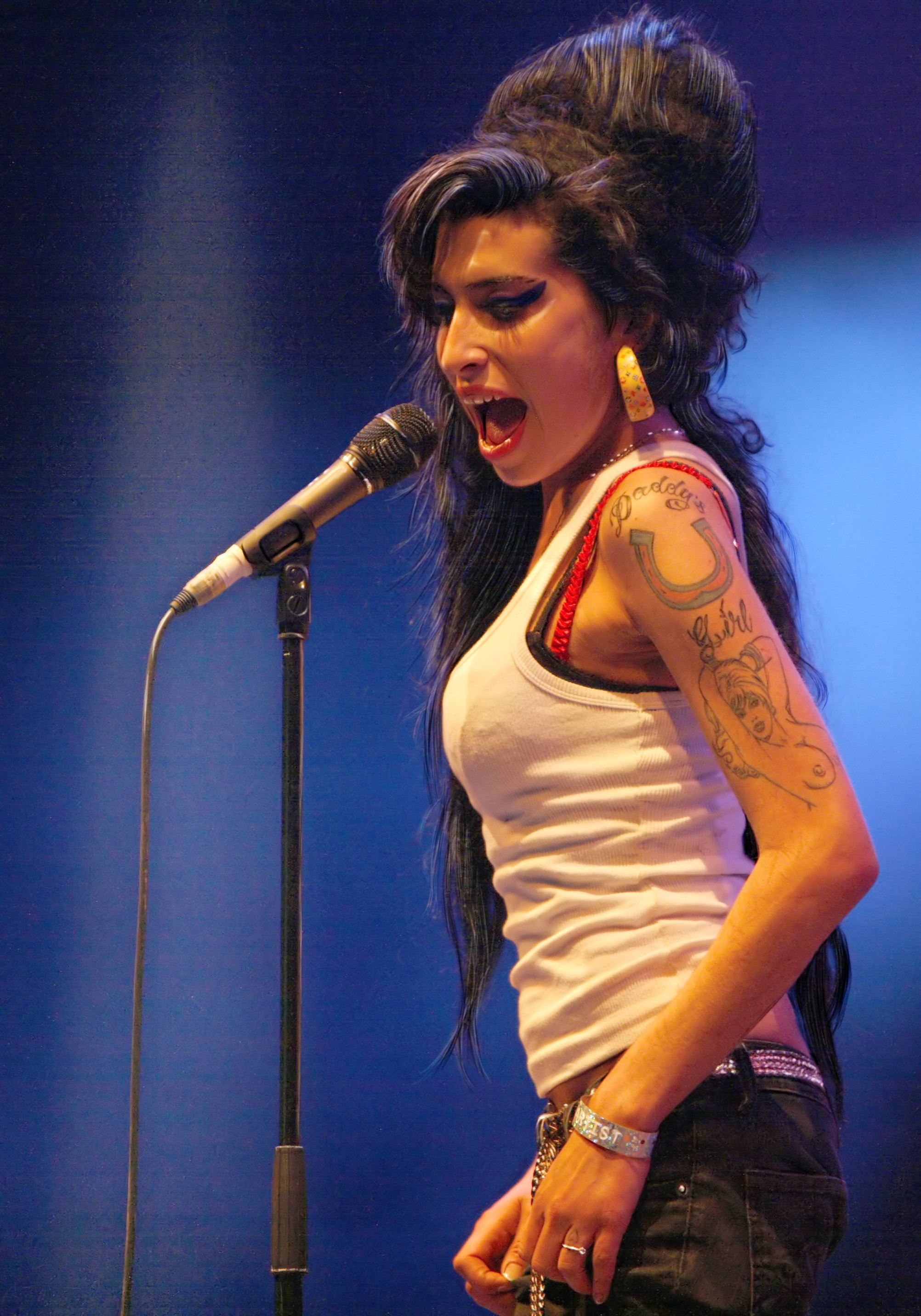
Amy Winehouse (1983–2011)

- Winehouse, Mitch (* 1950), britischer Sänger und Vater von Amy Winehouse

### Winel
- Wineland, David (* 1944), US-amerikanischer Physiker
- Winell, Jonathan, US-amerikanischer Opernsänger (Tenor)

### Winen
- Winenger, Dwight (* 1936), US-amerikanischer Komponist

### Winer
- Winer, Andrew (* 1966), US-amerikanischer Schriftsteller und Essayist
- Winer, Dave (* 1955), US-amerikanischer Softwareentwickler
- Winer, Georg Benedikt (1789–1858), deutscher protestantischer Theologe (Neutestamentler)
- Winer, Harry (* 1947), US-amerikanischer Filmregisseur, Drehbuchautor und Filmproduzent
- Winer, Jason (* 1972), US-amerikanischer Regisseur, Produzent, Autor, Schauspieler und Komiker

### Winet
- Winetrobe, Maury (1922–2008), US-amerikanischer Filmeditor
- Winetzhammer, Johann (1925–1986), oberösterreichischer Politiker (ÖVP), Landtagsabgeordneter, Mitglied des Bundesrates